# Салтинський
Салтинський (рос. Салтынский) — хутір в Урюпінському районі Волгоградської області Російської Федерації.
Населення становить 638 осіб. Входить до складу муніципального утворення Салтинське сільське поселення.

## Історія
Хутір розташований у межах українського історичного та культурного регіону Жовтий Клин. У 1918 році село було найсхіднішим прикордонним пунктом української держави. 
Згідно із законом від 30 березня 2005 року № 1037-ОД органом місцевого самоврядування є Салтинське сільське поселення.

## Населення
| 2010 |
| ---- |
| 638  |